# The Duke of Mercia: an Historical Drama. The Lamentation of Ireland, and Other Poems
The Duke of Mercia: an Historical Drama. The Lamentation of Ireland, an Other Poems – tomik irlandzkiego poety i dramaturga Aubrey de Vere’a (1788–1846), ojca Aubreya Thomasa de Vere’a, opublikowany w 1823 przez londyńskie wydawnictwo Hurst, Robinson and Co. Na stronie tytułowej znalazło się pełne nazwisko autora "Aubrey de Vere Hunt". Później pisarz odrzucił segment "Hunt". Zbiorek został zadedykowany Stephenowi Edwardowi Rice’owi. Zawiera między innymi tytułowy dramat The Duke of Mercia: an Historical Drama. Oprócz tego w tomie znalazł się poemat The Lamentation of Ireland i wiersze The Anniversary of Waterloo, Ode to April, Stanzas on Solitude, To a Friend i Pastoral Song.